# Едмонд Галлей
Едмонд Галлей (англ. Edmond Halley, МФА: [ˈɛdmənd ˈhɔːlɪ;]; 29 жовтня (8 листопада) 1656 — 14 (25) січня 1742) — англійський астроном і геофізик.

## Життєпис
Народився 8 листопада (за старим стилем 29 жовтня) 1656 року у Гаґґерстоні поблизу Лондона. Закінчив Оксфордський університет (1676).
Ще в 1676 році, будучи студентом третього курсу Оксфордського університету, Галлей опублікував свою першу наукову роботу — про орбіти планет і відкрив велику нерівність Юпітера і Сатурна (швидкість весь час зростає у однієї планети — Юпітера — і зменшується у іншої). Це відкриття вперше поставило перед астрономами найважливіше для людства питання про стійкість, довговічність Сонячної системи. У 1693 році Галлей виявив вікове прискорення Місяця, що могло свідчити про його безперервне наближення до Землі.
Коли Галлей ще вчився в університеті, його познайомили з Джоном Флемстидом, королівським астрономом. Під впливом Флемстида, який працював над складанням каталогу зірок Північної півкулі, Галлей запропонував зробити те ж саме для Південної півкулі.. У 1676—1678 роках брав участь в експедиції на острів Святої Єлени, де провів спостереження південного неба і склав перший каталог зірок Південної півкулі, який містить 341 об'єкт.
У 1682 році створив власну обсерваторію в Айлінгтоні (один з районів Лондона). У 1685—1699 роках був помічником секретаря Лондонського королівського товариства, в 1703 році зайняв місце професора геометрії Оксфордського університету, в 1720 році став директором Гринвіцької обсерваторії — королівським астрономом.
Найвідоміші досягнення Галлея — створення методу розрахунку кометних орбіт і відкриття періодичності деяких комет. Провівши вельми трудомісткі розрахунки, він прийшов до висновку, що яскраві комети 1531, 1607 і 1682 — це один і той же об'єкт з періодом обертання навколо Сонця приблизно 75 років і що комета має знов з'явитися на небі в 1758 році. 25 грудня 1758 року німецький астроном-аматор Й. Палич дійсно спостерігав цю комету, яка відтоді носить ім'я Галлея.
Серед інших відкриттів Галлея — розробка методу визначення відстані від Землі до Сонця внаслідок спостережень за проходженням внутрішніх планет по диску Сонця. У 1677 році Галлей спостерігав проходження Меркурія, розробив методику спостережень для проходжень Венери в 1761 і 1769 роках. У 1718 році, порівнявши свої дані про положення зірок з їхніми координатами, вказаними в каталозі Птолемея, винайшов власний рух низки зірок — Арктура, Проціона і Сіріуса. У 1722 році почав програму позиційних спостережень Місяця, результати якого використовував для точного визначення його орбіти.
У своїх роботах з математики Галлей запропонував методи розрахунку логарифмів і тригонометричних функцій, створив геометричні методи розв'язання чисельних рівнянь.
Галлей першим почав проводити дослідження з геофізики. У 1686 році вийшла його стаття про пасати і мусони з роз'ясненням причин їхнього виникнення. Галлей займався проблемою земного магнетизму, побудував модель магнітного поля Землі, склав першу карту магнітних схилень.
Найбільшою заслугою науковця перед світовою наукою є те, що він сприяв появі праці Ісаака Ньютона лат. Philosophiæ Naturalis Principia Mathematica — «Математичні начала натуральної філософії», скорочено «Начала» чи «Математичні начала». Галлей не тільки зумів переконати Ньютона написати цю працю, але й видав її власним коштом.
Галлей вважається засновником наукової демографії.
Редактор «Philosophical Transactions of the Royal Society» — праць Лондонського королівського товариства (1685—1693).
Член Паризької АН (1729).
Помер Галлей у Гринвічі 14 (25) січня 1742 року. Ім'я його увічнене в назвах знаменитої комети і кратерів на Місяці та на Марсі.

## Посилання

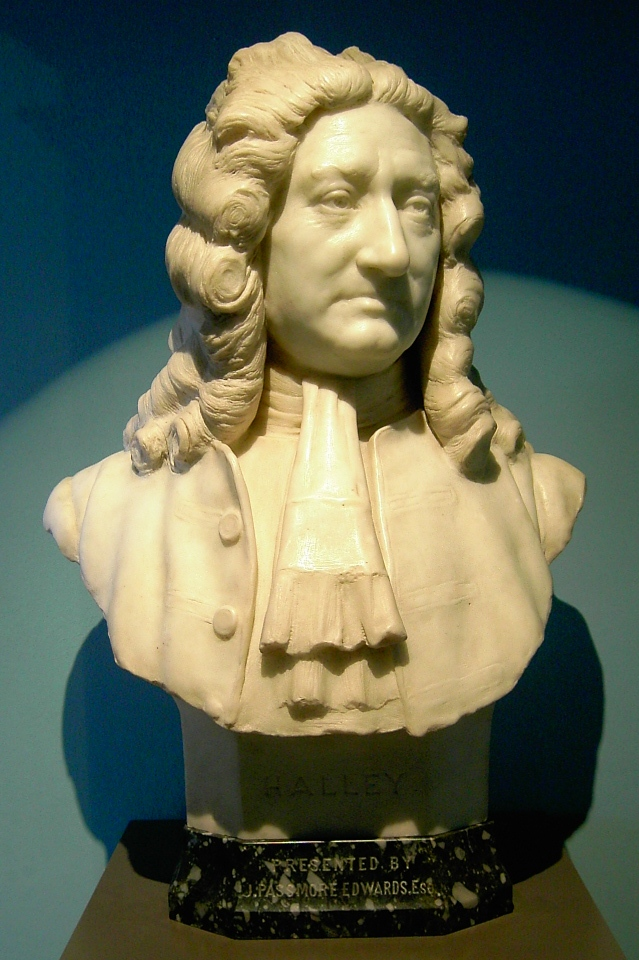
Бюст Галлея в музеї Королівської Гринвицької обсерваторії